# Meta Krese
Meta Krese, slovenska novinarka in fotografinja, * 1955, Ljubljana.
Po zaključenem študiju agronomije je opravila magisterij iz kulturne antropologije, se usposabljala v danski šoli novinarstva v okviru Mreže SEENPM (The South East European Network for Professionalization of Mediain) in se učila fotografije v Londonu na Central School of Art and Design. Objavlja v slovenskih in tujih časopisih in revijah, s fotografijami pa je opremila tudi več knjig. Je avtorica nekaj knjig in soavtorica več monografij. Svoja dela predstavlja na samostojnih in skupinskih razstavah, s fotografijo pa je sodelovala tudi pri več dokumentarnih filmih. Deset let je bila urednica revije slovenskih fotografov - Fotografija.
V prispevkih se večinoma posveča socialni tematiki na območju Slovenije, piše pa tudi o dogajanjih v bolj oddaljenih krajih. Zadnja leta se pretežno posveča prispevkom iz bližjih balkanskih držav. Najpogosteje se vrača v Bosno in Hercegovino, kjer se srečuje z razseljenimi osebami, ki so v devetdesetih letih prejšnjega stoletja našle zavetje v zasilnih begunskih centrih in desetletja ostale v njih. Pri svojem delu je sodelovala s humanitarnimi organizacijami, kot so ITF, Mednarodni skrbniški sklad za razminiranje in pomoč žrtvam min, Rdeči križ Slovenije, in z avstrijsko nevladno organizacijo ISOP (Innovative Sozialprojekte).
Predavala je na visoki šoli Vist na oddelku za fotografijo (dve leti je bila tudi predstojnica)  in na Fakulteti za družbene vede na oddelku za komunikologijo.
Je dvakratna prejemnica štipendije Pulitzerjevega centra za krizno poročanje, dobitnica evropske nagrade Writing for CEE, Društvo novinarjev Slovenije pa ji je podelilo nagrado za izstopajoče projekte. Udeležila se je dveh mednarodnih umetniških rezidencah v New Yorku in na Dunaju,  v Novem mestu pa je rezidenčno gostovala prek založbe Goga.